# Chonlathee Tharnthong
Chonlathee Tharnthong (tiếng Thái: ชลธี ธารทอง; 31 tháng 8 năm 1937 – 21 tháng 7 năm 2023) là sáng tác luk thung Thái Lan và được biết đến với biệt danh là Thiên thần nhạc (Luk thung) (เทวดาเพลง) những bài hát của họ được nhiều người biết đến và trở thành ca sĩ làm rạng danh nền âm nhạc nước nhà. Ông được vinh danh bởi Văn phòng Ủy ban Văn hóa Quốc gia Bộ Văn hóa (hiện nay là Cục Xúc tiến Văn hóa Bộ Văn hóa) là Nghệ sĩ biểu diễn nghệ thuật toàn quốc 1999 (Nhà soạn nhạc Luk thung)